# Ansari X Prize
Ansari X Prize — приз в 10 млн долларов США, предложенный фондом X Prize[когда?] первой негосударственной организации, совершившей два пилотируемых суборбитальных космических полёта на одном многоразовом космическом аппарате в течение двух недель.
4 октября 2004 года приз был выигран участниками проекта «Tier One», разработавшими воздушно-космическую систему «SpaceShipOne».
Первоначально приз носил название «X Prize», однако после многомиллионного пожертвования в фонд приза, сделанного Ануше Ансари и Амиром Ансари в 2004 году, был переименован в «Ansari X Prize».

## Условия конкурса
Победитель должен построить пилотируемый космический аппарат для подъёма трёх членов экипажа (или одного члена экипажа и эквивалентного груза) на высоту не менее 100 км (линия Кармана), после чего выполнить такой полёт ещё раз в течение двух недель. Высота 100 км выбрана как граница космического пространства по определению Международной федерации аэронавтики.
Два последовательных полёта должны быть проведены на одном и том же аппарате, причём можно заменить, за исключением топлива, не более 10 % массы аппарата. После выполнения зачётных полётов корабль должен остаться достаточно исправным, чтобы при необходимости быть запущенным ещё раз. Никто из членов экипажа не должен пострадать.

## Мотивация
Приз был предложен, чтобы побудить интерес частных компаний к освоению космического пространства. Он должен был показать, что космические полёты не являются прерогативой государств, и, возможно, сделать доступным космический туризм.

## Победитель
Команда «Tier One» на корабле «SpaceShipOne» совершила первый зачётный полёт 29 сентября и второй 4 октября 2004 года. Награждение состоялось 6 ноября того же года